# Apnea (Rkomi)
Apnea è il secondo estratto dell'album Io in terra del rapper italiano Rkomi, pubblicato il 7 giugno 2017 dall'etichetta discografica Universal Music Italia e prodotta da Carl Brave.

## Tracce
1. Apnea – 3:32

## Classifiche
| Classifica (2017) | Posizione massima |
| ----------------- | ----------------- |
| Italia            | 48                |